# Sinisation de la Mongolie-Intérieure
La sinisation de la Mongolie-Intérieure est la transition qu'a effectuée la Mongolie-Intérieure au cours des deux derniers siècles d'une région majoritairement mongolophone en une région majoritairement sinophone. À côté d'une chute de la population mongole sous la dynastie Qing et la République de Chine, cette transition s'explique surtout par une immigration des Chinois Han. Ainsi, quand la Région autonome de Mongolie-intérieure fut créée en 1947, les Mongols de souche ne représentaient que 15 % de la population totale de la région.

## Dynastie Qing
Sous l'empire Qing (1644-1912), la Mongolie fut organisée en ligues et bannières. Pendant le XVIIIe siècle, malgré l'interdiction par l'empire, un nombre croissant de Chinois Han commencent à migrer en Mongolie-Intérieure. En 1791, les paysans Han présents dans la Bannière avancée de Gorlos étaient tellement nombreux que le djasak pétitionna pour la légalisation des immigrants. Cette immigration s'accéléra au XIXe siècle. En même temps, la construction massive de monastères ouvrit la Mongolie aux marchands chinois Han. On estime que la population des Chinois Han en Mongolie-Intérieure en 1912 s'élevait à 1 500 000, dépassant largement les Mongols.

## République de Chine
En 1911, après la proclamation de la République de Chine, la Mongolie-Intérieure fut scindée en trois provinces : Rehe, Chahar et Suiyuan.
Le 28 octobre 1937, durant la guerre sino-japonaise, le Gouvernement autonome uni de Mongolie fut proclamé à Hohhot, qui devint une forme de colonie de l'Empire japonais. En 1939, ce gouvernement fusionna avec les gouvernements autonomes de Sud-Chahar et de Jinxi (Ouest-Shaanxi), deux régions majoritairement Han, pour former le gouvernement autonome uni de Mengjiang. Le 4 août 1941, le Mengjiang pri le nom de Fédération autonome de Mongolie. En août 1945, le Mengjiang fut repris par les soviétiques après la défaite japonaise.
En 1947, des Mongols sinisés s’allièrent aux communistes chinois et, s'engageant dans la voie de l'autonomie régionale, participèrent à la création de la Région autonome de la Mongolie-Intérieure, officialisée le 11 mai 1947, et qui fut la première région autonome des ethnies minoritaires de la Chine. En 1947, il y avait 832 000 Mongols de souche en Mongolie-Intérieure, soit 15 % de la population totale de la région.

## République populaire de Chine
Après la création de la Région autonome, la population mongole a connu une augmentation importante. Selon le recensement de 2010, il y a 4 226 093 Mongols en Mongolie-Intérieure, soit 17 % de la population totale de la région.
Malgré cette progression démographique, le mode de vie mongol est altéré voire menacé de disparition, selon Marie-Dominique Even, chercheur au Centre national de la recherche scientifique. Des nomades mongols sont forcés à se sédentariser au motif de diminuer la dégradation écologique des steppes, leurs terres étant cédées à des compagnies minières ou énergétiques chinoises, selon le journaliste de l'AFP, Dan Martin. Pour Jiang Rong, auteur du Totem du loup, « Cette culture est simplement en train de disparaître ».